# Kazuki Oiwa
Kazuki Oiwa (大岩 一貴, Oiwa Kazuki) est un footballeur japonais né le 17 août 1989. Il évolue au poste de latéral droit.

## Biographie
Il est demi-finaliste de la Coupe du Japon en 2014 avec l'équipe du JEF United Chiba. 